# Iconostas

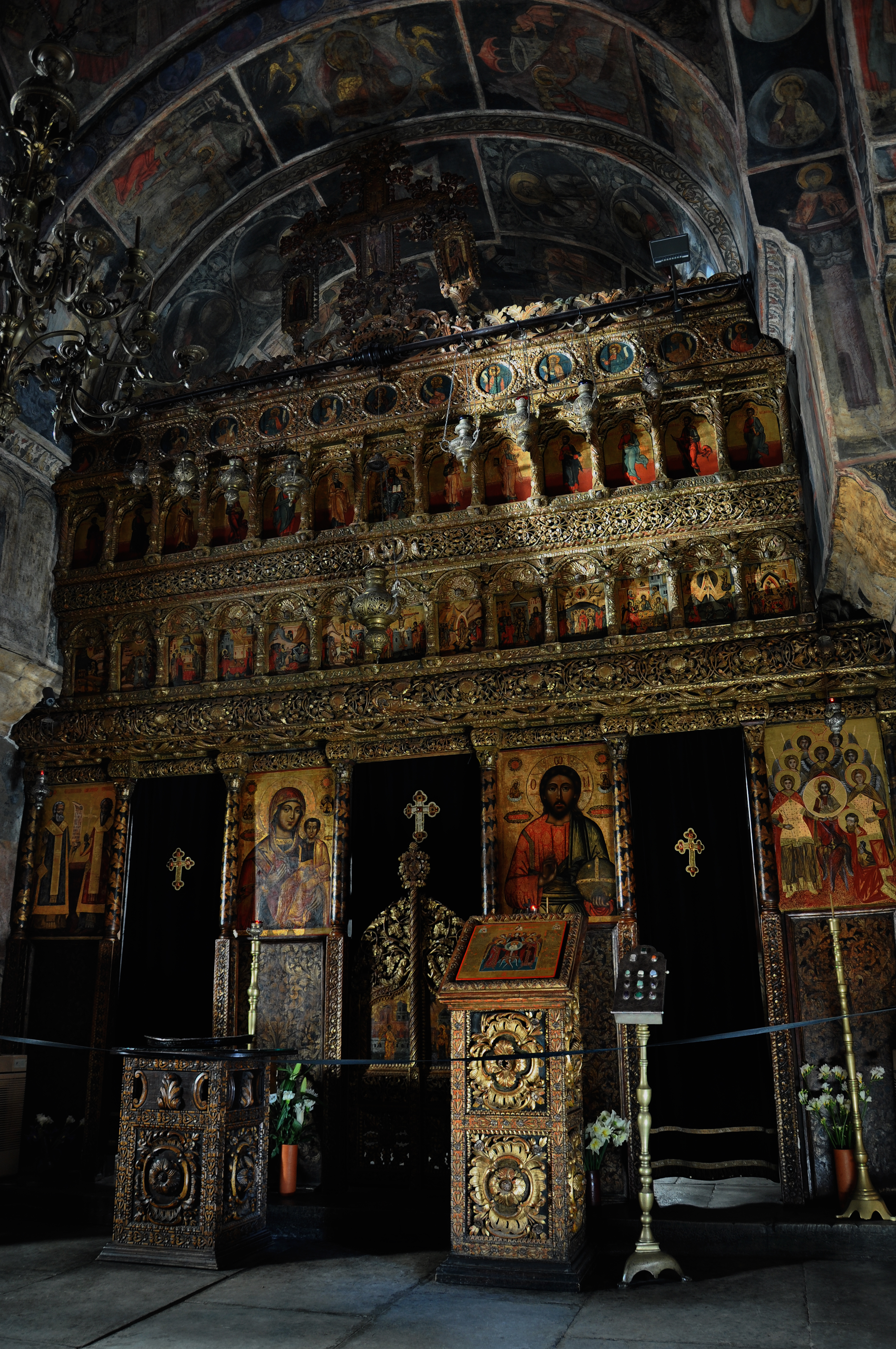
Iconostasul ortodox al bisericii Stavropoleos din București

Aşezarea icoanelor pe catapeteasmă

Iconostasul greco-catolic al bisericii Bob din Cluj (începutul secolului al XIX-lea)

Iconostasul (denumit și catapeteasmă sau tâmplă) este, în lăcașul creștin de cult, un perete care desparte naosul de altar. De obicei din lemn sculptat, el este acoperit de icoane. 
Iconostasul tipic bisericii ortodoxe s-a dezvoltat în morfologia sa actuală pe teritoriul Marelui Cnezat al Moscovei în secolele XIV și XVI, el constituind ultimul sistem de separare între naos și altar, după cancel și tâmplă. El s-a dezvoltat mai ales după victoria Ortodoxiei împotriva iconoclasmului, ajungând la forma și structura unitară cunoscută astăzi, cu mai multe rânduri de icoane.
Iconostasul bisericilor greco-catolice este împodobit cu icoane identice cu cele din bisericile romano-catolice.
Iconostasul are trei uși: în mijloc se află ușa împărătească, rezervată preotului, flancată de ușile diaconești. 
Partea de rezistență a iconostasului este decorată către naos cu motive vegetale, inițial tratate plat (secolele XVI-XVII), apoi în relief înalt, cu ajururi. Mai târziu, odată cu influențele baroce, pătrund motivele zoomorfe în decorul iconostaselor. O temă des reprezentată este "Arborele lui Ieseu", care ilustrează genealogia lui Isus din Nazaret (Iisus Hristos) din casa lui David.

## Așezarea Sfintelor Icoane pe catapeteasmă
Iconostasul este alcătuit din patru registre:
1. Primul registru, care se află la bază, cuprinde (de la stânga la dreapta pentru privitor) icoana Sf. Ierarh Nicolae, ușa diaconească dinspre miazănoapte cu Arhanghelul Gavriil, icoana împărătească a Maicii Domnului cu Pruncul, porțile împărătești cu icoana Blagoveșteniei și cei patru Evangheliști, icoana împărătească a lui IIsus Hristos Învățător, ușa diaconească dinspre miazăzi cu Arhanghelul Mihail și icoana de Hram a bisericii respective.
2. Al doilea registru este compus din icoanele Praznicelor Împărătești cu icoana Cinei de Taină în centru.
3. Al treilea este registrul icoanelor Sfinților Apostoli cu icoana Deisis în centru.
4. Al patrulea registru cuprinde icoanele Sfinților Prooroci, având în mijloc icoana cu Maica Domnului orantă.

Adeseori, în special în tradiția slavă, iconostasul poate cuprinde un al cincilea registru cu icoanele Patriarhilor Vechiului Testament și icoana Preasfintei Treimi în centru.
Sus de tot, în mijlocul iconostasului, se înalță Crucea Domnului, având de o parte și de cealaltă Icoana Maicii Domnului și pe cea a Sf. Apostol Ioan. Acesta nu e considerat un registru de sine stătător.
În sinteză, iconostasul arată, desfășurată pe verticală, imaginea Bisericii, istoria chipului creat, chipul lui Dumnezeu și căile lui Dumnezeu în istoria mântuirii omului. Întreaga viață este rezumată prin iconostas sub forma mijlocirii sfinților și a îngerilor care se roagă împreună cu cei ce participă la slujbele din biserică.

## Galerie de imagini

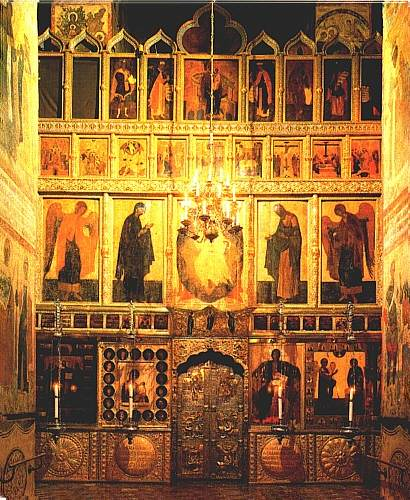
Iconostasul din Catedrala Bunavestire din Moscova (Kremlin)
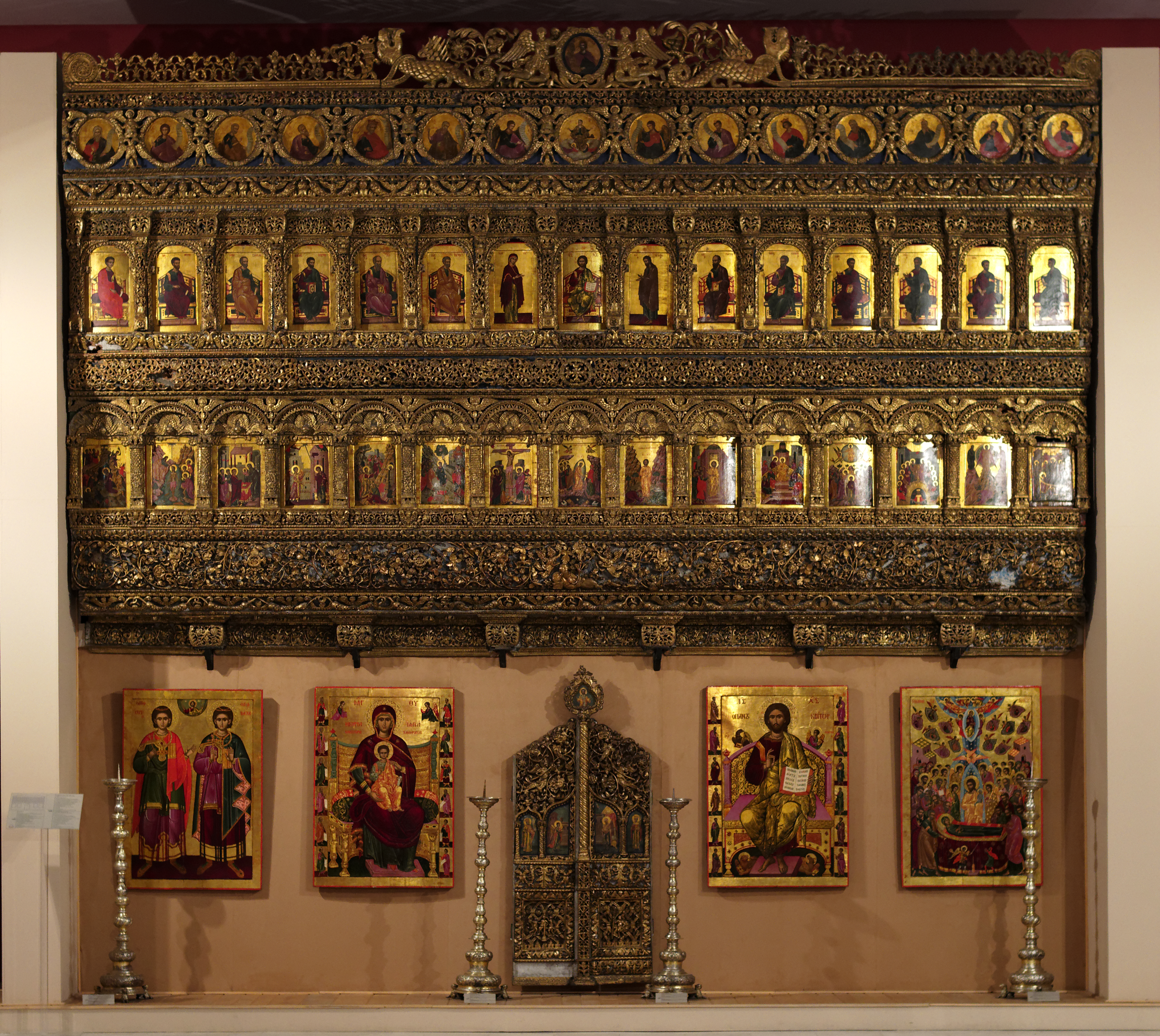
Iconostasul mănăstirii Cotroceni expus la Muzeul Național de Artă al României
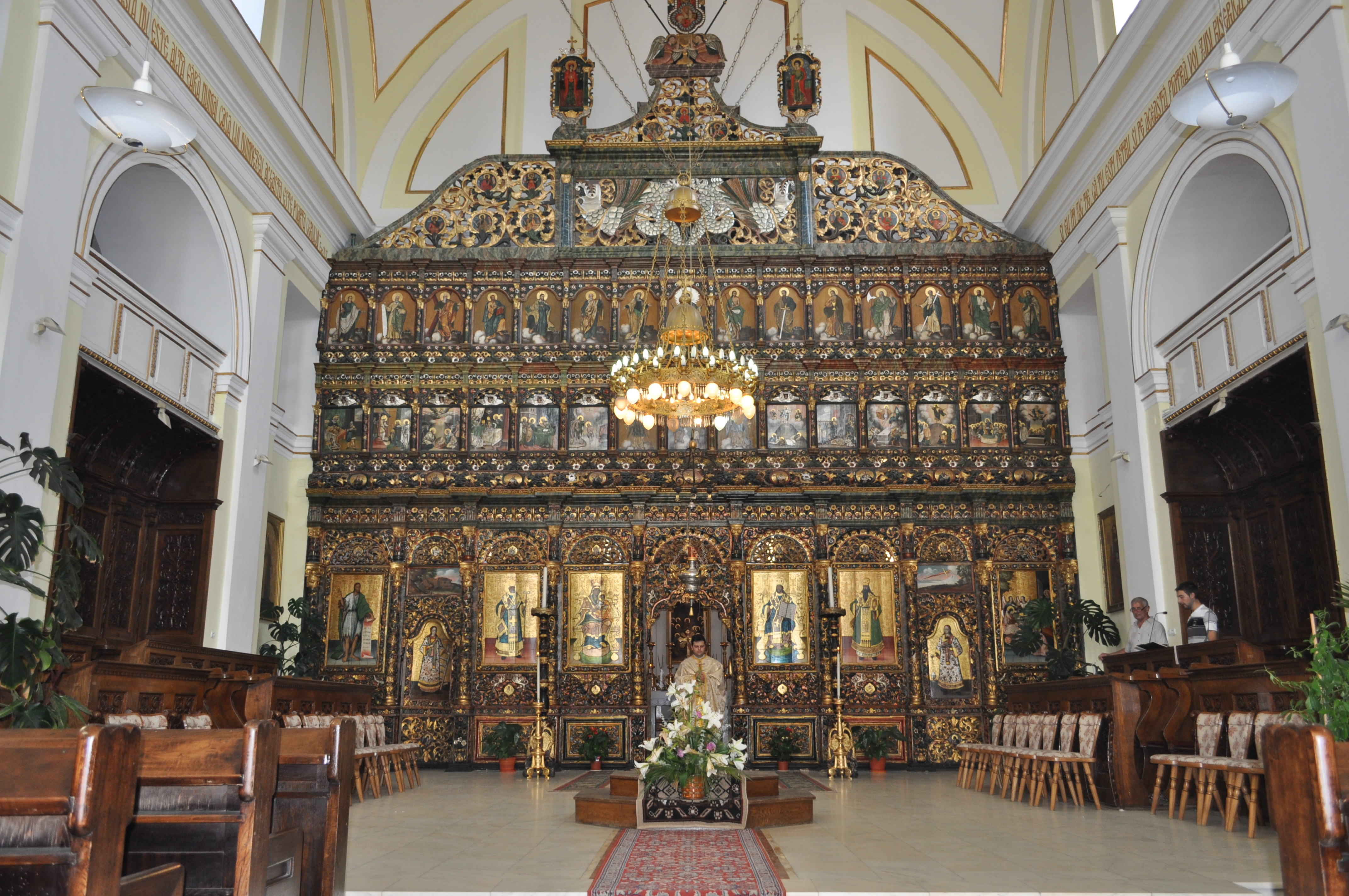
Iconostasul Catedralei Sfânta Treime din Blaj

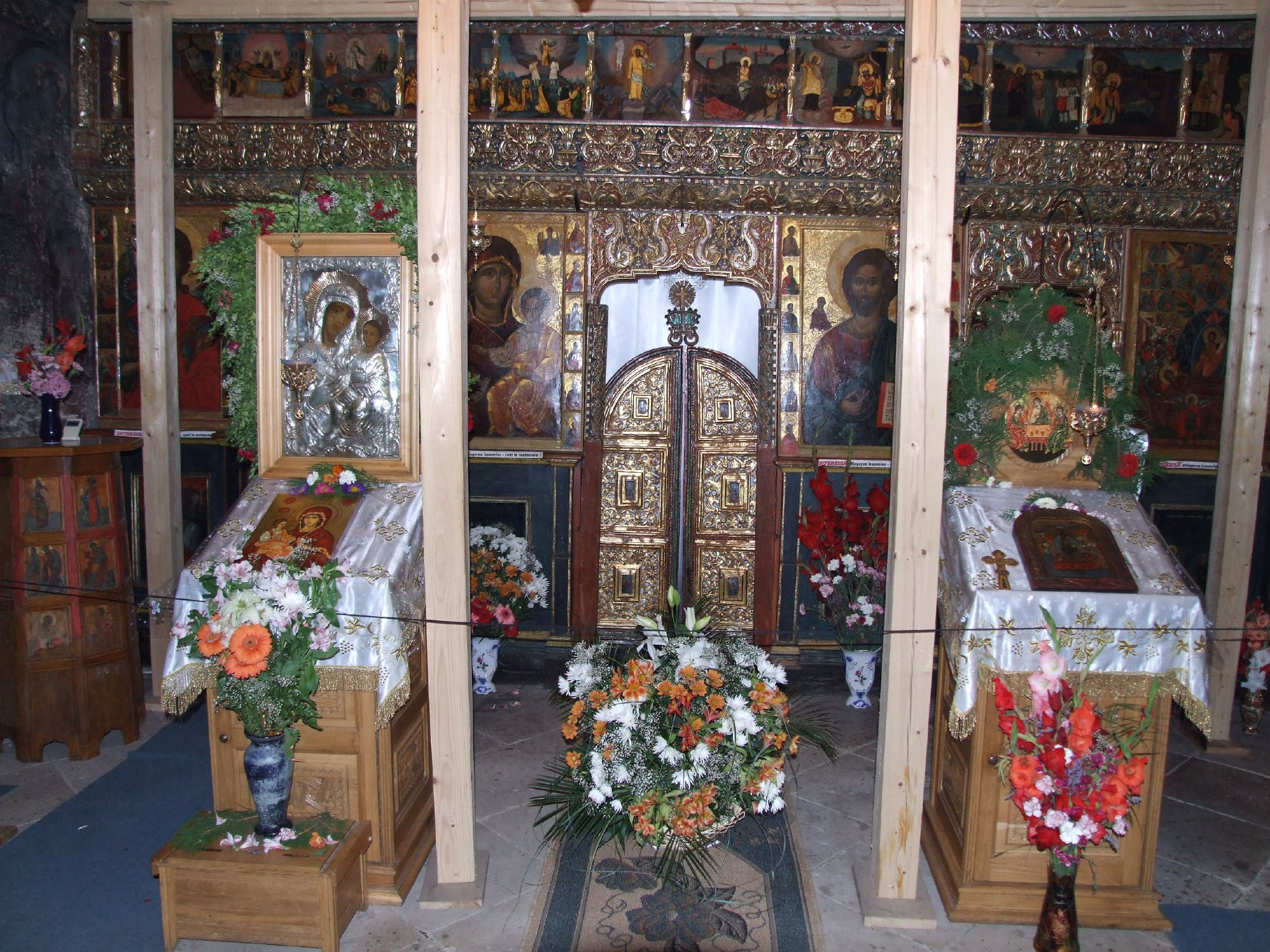
Iconostase (proschinitare) în Mănăstirea Humor

## Proschinitar
Termenul de iconostas sau proschinitar este utilizat și pentru a defini un pupitru înalt, pe care este așezată o icoană, așezat în centrul bisericii, aproape de altar.  